# Bleptina fasciata
Bleptina fasciata là một loài bướm đêm trong họ Noctuidae.